# Gézengúz hiúz
A Gézengúz hiúz (eredeti címén Bonkers) amerikai televíziós rajzfilmsorozat, amelyet a Disney-ABC Domestic Television és a Buena Vista Television készített. Amerikában 1993-ban a The Disney Channel vetítette, 1993 és 1995 között a first-run syndication sugározta. Magyarországon az RTL Klub adta le.

## Ismertető
A sorozat főhőse Bonkers, aki egy hiúz. Ez a hiúz egy hollywoodi rendőr. A jellemében gézengúz, de nevetségesen jól végzi a feladatát. Ha valami rejtéllyel áll szemben, azt megpróbálja kinyomozni. A későbbi részekben (miután Lucky Shirley Piquel kapcsolódott az FBI-hoz az egyik epizódban), Bonkers-t már csak egy hétköznapi, átlagos hiúznak mutatják, akinek mindig változik a foglalkozása egyes epizódokban, melyekben olykor szerepel Fawn Deer (Őzike), akibe Bonkers fülig szerelmes és Jitters A. Dog (Izgága).

## Szereplők
| Szereplő                 | Eredeti hang     | Magyar hang                                       | Leírás |
| ------------------------ | ---------------- | ------------------------------------------------- | ------ |
| Bonkers D. Vadmacska     | Jim Cummings     | Crespo Rodrigo                                    |        |
| Lucky Shirley Piquel     | Jim Cummings     | Melis Gábor                                       |        |
| Marilyn Piquel           | Sherry Lynn      | Pekár Adrienn                                     |        |
| Dilandra Piquel          | April Winchell   | Orosz Anna                                        |        |
| Miranda Wright           | Karla DeVito     | Kisfalvi Krisztina                                |        |
| Leonard Kanifky          | Earl Boen        | Bácskai János                                     |        |
| Francis Grating őrmester | Ron Perlman      | Ifj. Jászai László                                |        |
| Fawn Deer                | Nancy Cartwright | Mezei Kitty                                       |        |
| Shirley Wright           | Erin Gray        | ?                                                 |        |
| Timmy Wright             | Dana Hill        | ?                                                 |        |
| Jitters A. Dog.          | Jeff Bennett     | Markovics Tamás (1. hang) Takátsy Péter (2. hang) |        |

## Utalások
Egy részben szerepel Mickey egér. A neve elhangzik és pontosan az arca sem látható, de amikor egy egeret ketrecbe zártak, kirajzolódik a formája, valamint felismerhető a hangja.